# Жуан Велозу
Жуа́н Міге́л Фінш Вело́зу (порт. João Miguel Fins Veloso; нар. 26 червня 2005) — португальський футболіст, півзахисник клубу «Бенфіка».

## Клубна кар'єра
Виступав за юнацькі команди «Лоуле» та «Албуфейра», а 2017 приєднався до академії «Бенфіки». 18 червня 2022 року підписав з «Бенфікою» свій перший професіональний контракт. 28 вересня 2022 року англійська газета The Guardian назвала його одним з 60-ти найкращих футболістів світу 2005 року народження. 27 вересня 2023 року продовжив контракт з клубом до 2028 року.
18 серпня 2024 року дебютував за резервну команду в матчі Сегунда-ліги проти «Торрееренсе», вийшовши на заміну Рафаелу Луїшу. 28 вересня в поєдинку проти клубу «Пасуш-де-Феррейра» забив свій перший гол у професіональній кар'єрі. 23 квітня 2025 року дебютував в основному складі «Бенфіки» в матчі Кубка Португалії проти «Тірсенсе», замінивши Флорентіну.
В червні 2025 року виступав на Клубному чемпіонаті світу в США. На турнірі провів один матч, а його команда дійшла до 1/8 фіналу, де поступилась англійському «Челсі».

## Кар'єра в збірній
Виступав за збірні Португалії до 16, до 17, до 18 і до 20 років. В травні 2022 року виступав за збірну до 17 років на юнацькому чемпіонаті Європи в Ізраїлі. На турнірі провів усі 5 матчів, відзначившись голом проти збірної Шотландії та дублем проти збірної Швеції, а його команда дійшла до півфіналу, де поступилась французам в серії післяматчевих пенальті.

## Статистика виступів
Станом на 31 липня 2025
| Клуб              | Сезон             | Чемпіонат         | Чемпіонат | Чемпіонат | Кубок | Кубок | Кубок ліги | Кубок ліги | Єврокубки | Єврокубки | Інші  | Інші | Всього | Всього |
| Клуб              | Сезон             | Дивізіон          | Матчі     | Голи      | Матчі | Голи  | Матчі      | Голи       | Матчі     | Голи      | Матчі | Голи | Матчі  | Голи   |
| ----------------- | ----------------- | ----------------- | --------- | --------- | ----- | ----- | ---------- | ---------- | --------- | --------- | ----- | ---- | ------ | ------ |
| Бенфіка Б         | 2024–25           | Сегунда-ліга      | 28        | 1         | —     | —     | —          | —          | —         | —         | —     | —    | 28     | 1      |
| Бенфіка           | 2024–25           | Прімейра-ліга     | 0         | 0         | 1     | 0     | 0          | 0          | 0         | 0         | 1     | 0    | 2      | 0      |
| Бенфіка           | 2025–26           | Прімейра-ліга     | 0         | 0         | 0     | 0     | 0          | 0          | 0         | 0         | 1     | 0    | 1      | 0      |
| Бенфіка           | Всього            | Всього            | 0         | 0         | 1     | 0     | 0          | 0          | 0         | 0         | 2     | 0    | 3      | 0      |
| Всього за кар'єру | Всього за кар'єру | Всього за кар'єру | 28        | 1         | 1     | 0     | 0          | 0          | 0         | 0         | 2     | 0    | 31     | 1      |

1. ↑  Матчі на Клубному чемпіонаті світу
2. ↑  Матчі в Суперкубку Португалії

## Досягнення
«Бенфіка»
- Володар Суперкубка Португалії: 2025[16]